# 石垣港離島ターミナル
石垣港離島ターミナル（いしがきこう りとうターミナル）は、沖縄県石垣市の石垣港にある離島航路の旅客ターミナルである。ユーグレナが命名権を取得し、2018年4月1日から、愛称がユーグレナ石垣港離島ターミナルとなっている。

## 概説
八重山列島の島嶼間の交通は、主島である石垣島にある石垣港と各離島とを結ぶ航路が中心である。これらの航路には、旅客船（高速船）と貨客船（フェリー）とが就航しており、石垣港離島ターミナルにはこのうち旅客船（高速船）が発着する。
石垣港離島ターミナルは、1階（一部2階）建て赤瓦葺き、延床面積約5,000 m2の施設である。
旅客船のターミナルとしては、200席の出発・到着ロビーや観光総合案内カウンターを備え、海運業者の事務所や旅行代理店が入居している。
また、ターミナル内の1階には、デジタルプロジェクターを備えたプラネタリウム施設「美ら星ゲート いしがき島星ノ海プラネタリウム」が、2階には尖閣諸島関連の展示を行う「尖閣諸島情報発信センター」が設けられている。
港湾施設としては、4基の浮桟橋を備えており、ターミナルと浮桟橋の間は屋根付き歩道で結ばれている。

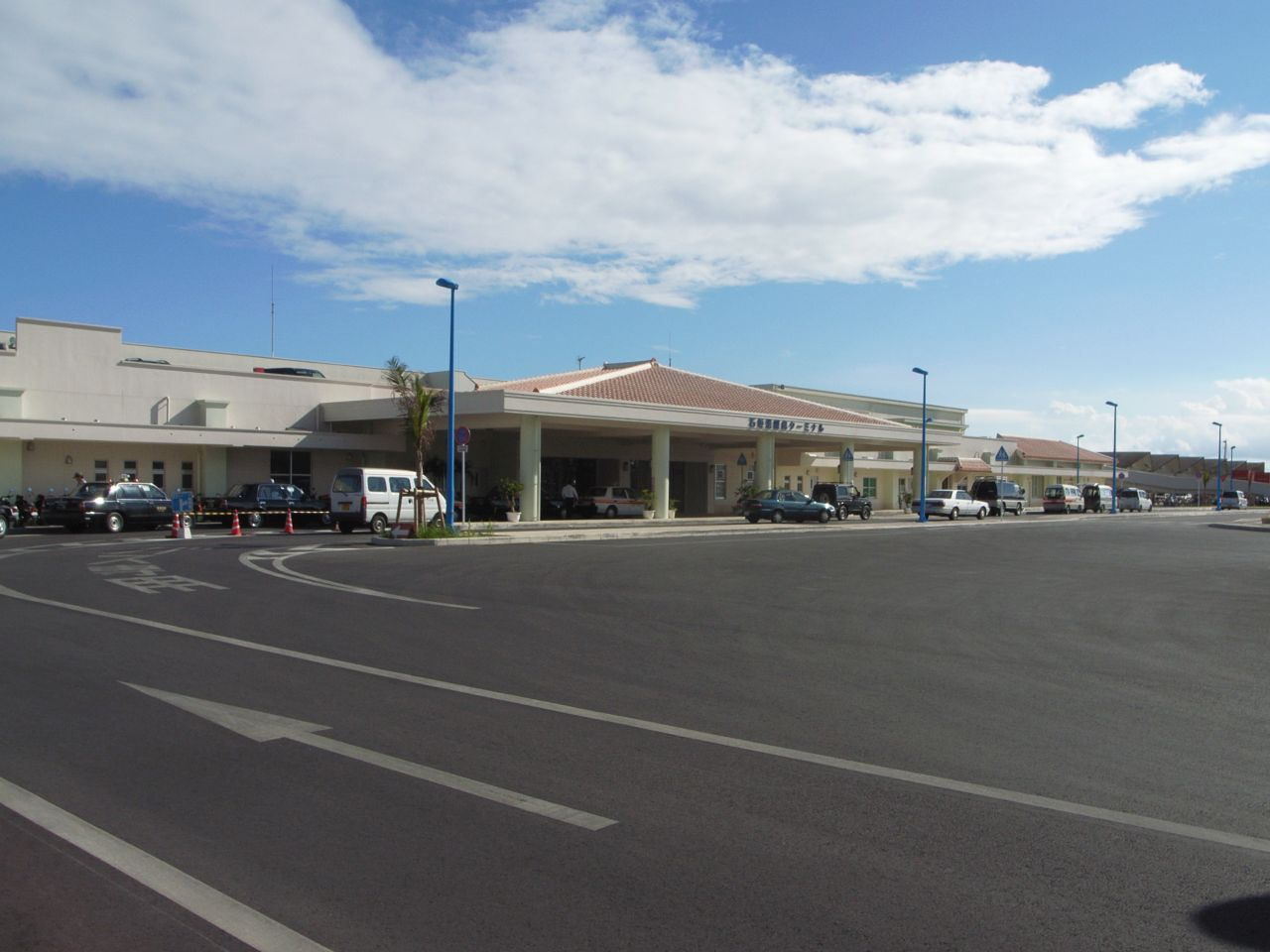
石垣港離島ターミナル 入口側（2007年）
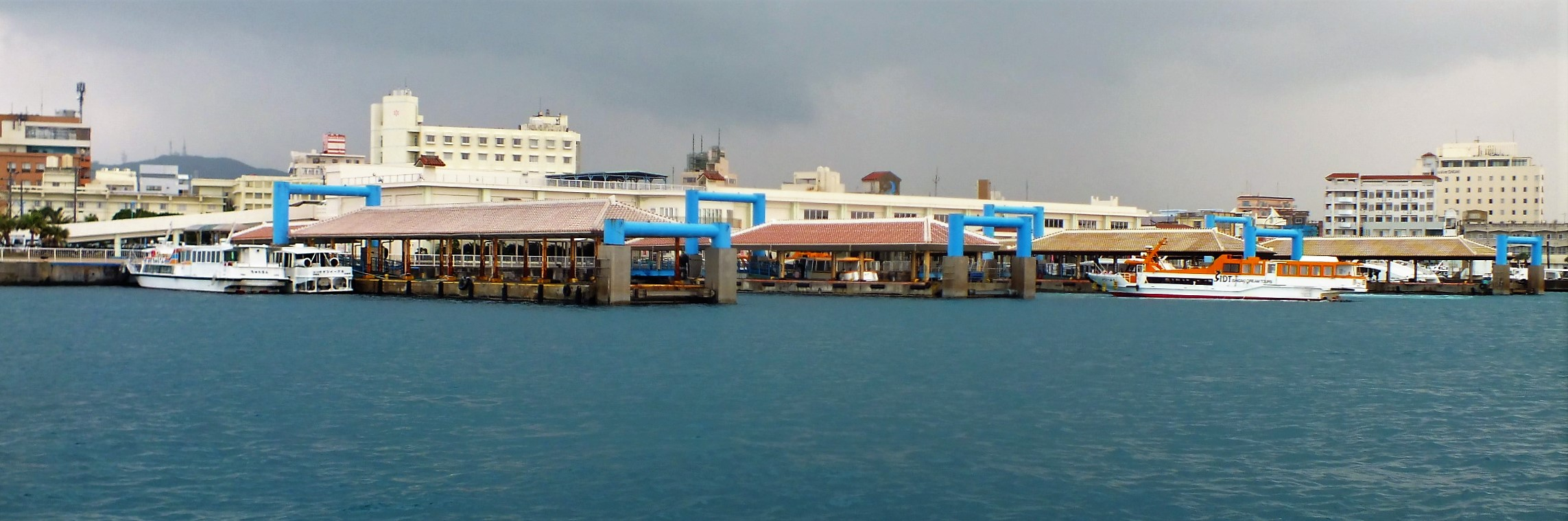
石垣港離島ターミナル 桟橋側（2016年）

## 沿革
かつて、石垣島と離島を結ぶ航路は、離島ターミナルから東に約200 mの位置にあった離島桟橋を拠点としていた。しかし、離島桟橋前の道路は一方通行で、旅客、タクシー、貨物車などで混雑していた。このため、旧港湾ターミナル跡地にターミナルを建設することとなり、2007年（平成9年）1月30日に離島ターミナルが竣工。翌1月31日から正式な運用が開始された。
運用開始時点では浮桟橋は2基で、全長は北側の浮桟橋が35 m、南側が30 m。幅はともに10 mであった。2008年（平成10年）5月には、南側に2基が増設され、4基となった。増設されたうちの1基は旧離島桟橋で使われていた設備を移設したもので、全長は新設されたものが30m、移設されたものが42 m。幅はともに10 mである。
2013年（平成25年）12月26日には、石垣島出身の具志堅用高の銅像が設置され、本人を迎えて除幕式が行われた。2018年（平成30年）7月15日の海の日には、本ターミナルを代表施設とする「みなとオアシスいしがき」がみなとオアシスに認定され、石垣港みなとまつりで登録証の交付式が行われた。
運用開始当初から、ターミナル内には大型シアター、電子図鑑、観光情報システム、有料インターネット設備を備える観光情報発信施設「とぅもーるネットセンター石垣」が置かれていたが、利用が低調だったため閉鎖され、2019年7月にプラネタリウム施設「美ら星ゲート いしがき島星ノ海プラネタリウム」にリニューアルされている。

### 年表
- 2007年（平成19年）
  - 1月30日 - 離島ターミナル竣工[10]。
  - 1月31日 - 離島ターミナル正式運用開始[10]。とぅもーるネットセンター石垣供用開始[18]。
- 2008年（平成20年）5月 - 浮桟橋2基が増設され計4基となる。
- 2009年（平成21年）2月1日 - 無料無線LAN整備。とぅもーるネットセンター石垣の入館無料化[19]。
- 2010年（平成22年）
  - 7月6日 - JAおきなわのATM、キャッシングサービスコーナーが設置される[20]。
  - 8月1日 - 離島ターミナル内の平田観光事務所がビジット・ジャパン案内所に認定される[21]。
- 2011年（平成23年）4月 - 八重山観光フェリーと安栄観光の共通チケット適用航路の拡大に伴い、のりばが会社ごとから航路ごとになる[22]。
- 2012年（平成24年）12月25日 - 八重山警察署の警察官立ち寄り所が設置される[23]。
- 2013年（平成25年）12月26日 - 具志堅用高の銅像の除幕式が行われる。
- 2014年（平成26年） - 歩道及びバス停留所に屋根を設置[24]。
- 2015年（平成27年） - 発着時刻等を表示する大型モニター6台が故障[25]。
- 2019年（令和元年）7月18日 - 「とぅもーるネットセンター石垣」跡に、プラネタリウム施設「美ら星ゲート いしがき島星ノ海プラネタリウム」がオープン[7][8]。
- 2021年（令和3年）12月21日 - 2階に「尖閣諸島情報発信センター」を開設[9]。

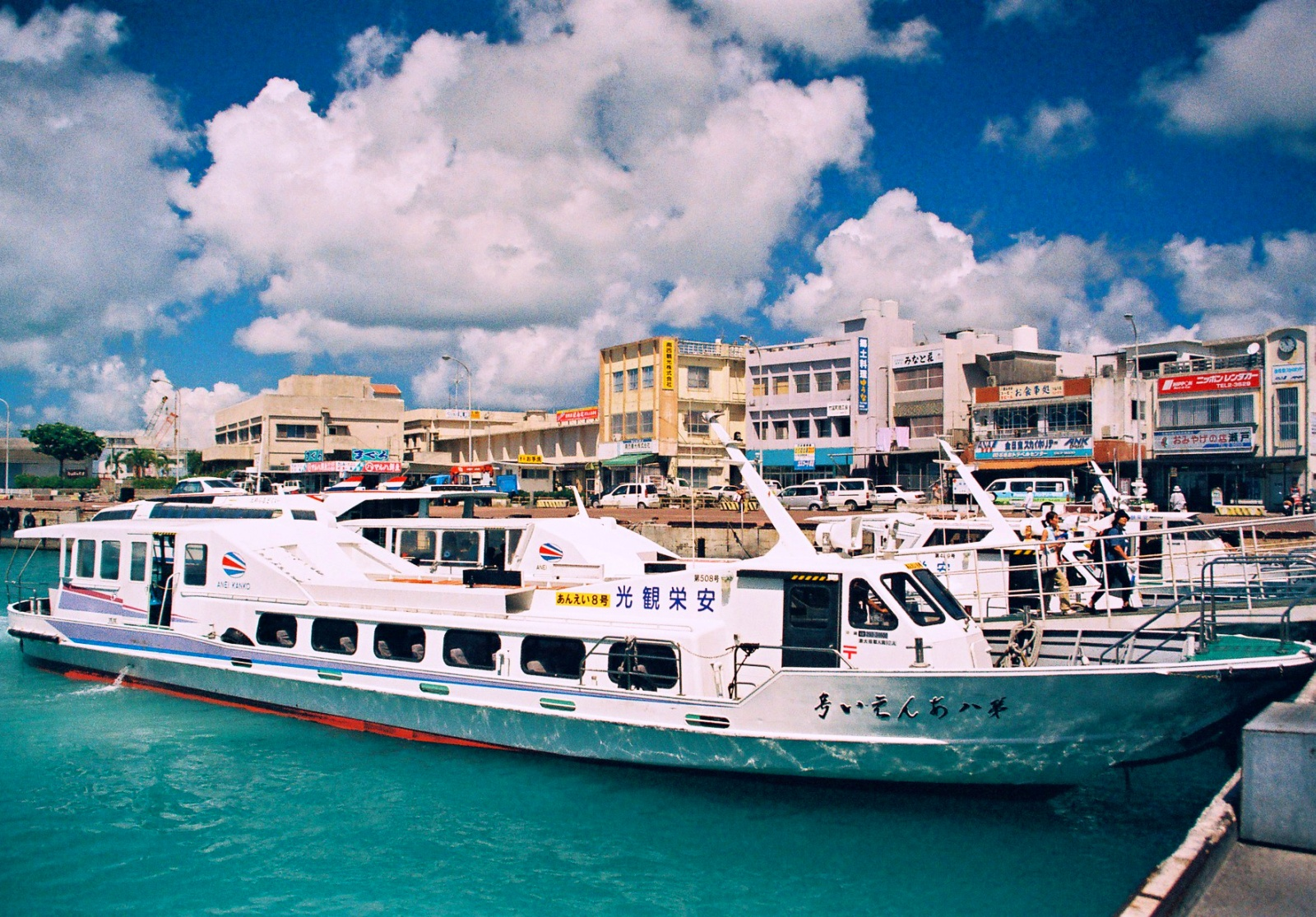
旧離島桟橋（2003年）
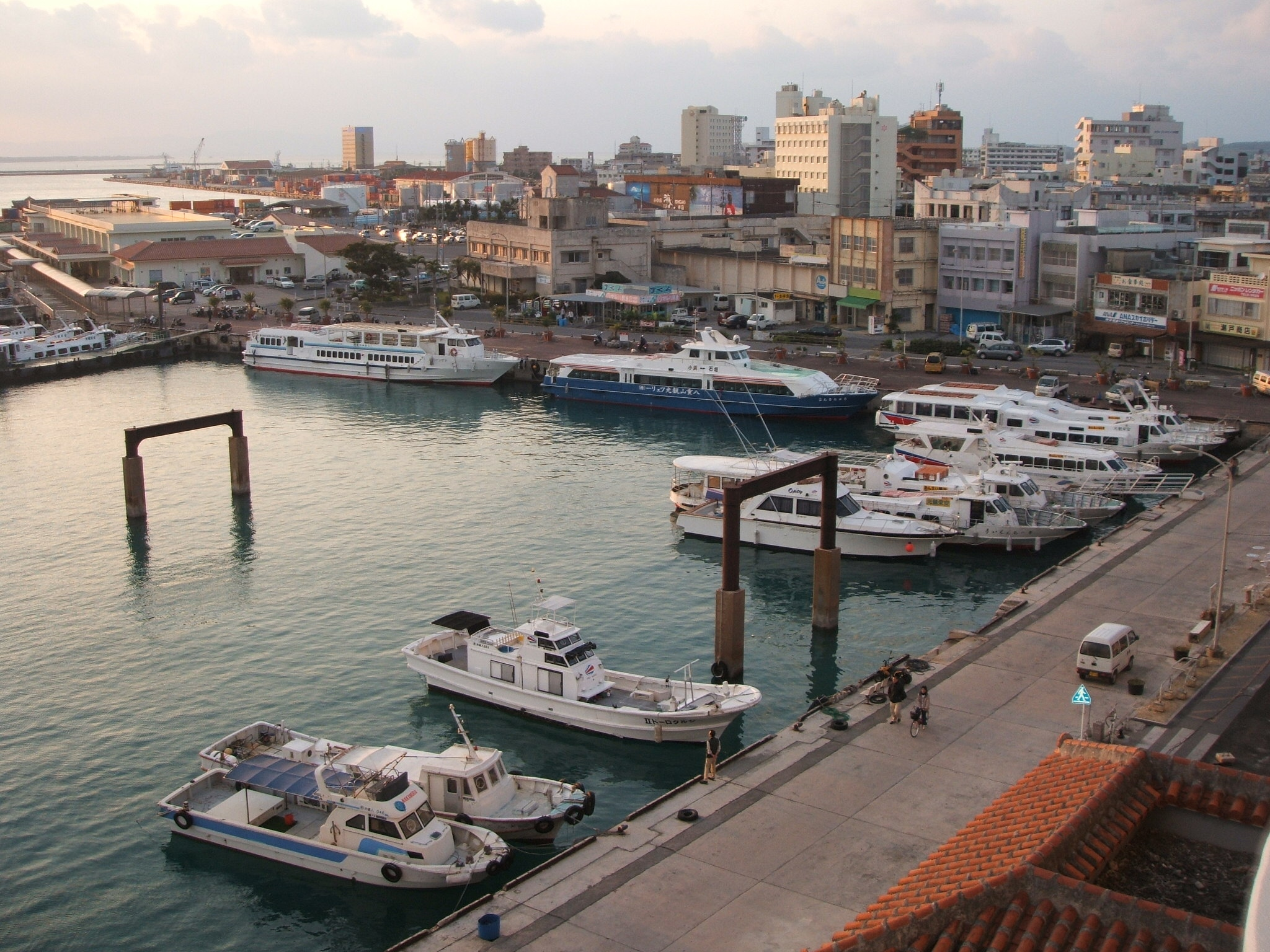
旧離島桟橋跡 浮桟橋の跡が中央に残る。

## 定期航路
主に旅客船（高速船）が発着。
- 安栄観光

- 竹富島（竹富東港）・小浜島（小浜港）・黒島（黒島港）・西表島（大原港・上原港）・波照間島（波照間港）・鳩間島（鳩間港）
- 八重山観光フェリー

- 竹富島（竹富東港）・小浜島（小浜港）・黒島（黒島港）・西表島（大原港・上原港）・鳩間島（鳩間港）
かつては石垣島ドリーム観光も本ターミナル発着の定期航路を運航していたが、2018年4月以降、定期航路を運休し、ツアー（不定期航路）の運航のみとなっている。また、波照間航路で高速船を運航していた波照間海運は、2011年から運休している。

## ターミナル内施設

### 公的施設
石垣市等が設置した以下の施設がある。
- 美ら星ゲート いしがき島星ノ海プラネタリウム（1階西側）
- 尖閣諸島情報発信センター（2階）

### 商業施設
1階の中央口及び北口周辺には、離島ターミナルに発着する高速船等を運航する安栄観光、八重山観光フェリー、石垣島ドリーム観光の3社や、平田観光、はいむるぶし等の旅行代理店・観光施設のカウンター・事務所がある。また、東口側を中心に多数の売店や食堂等が営業している。

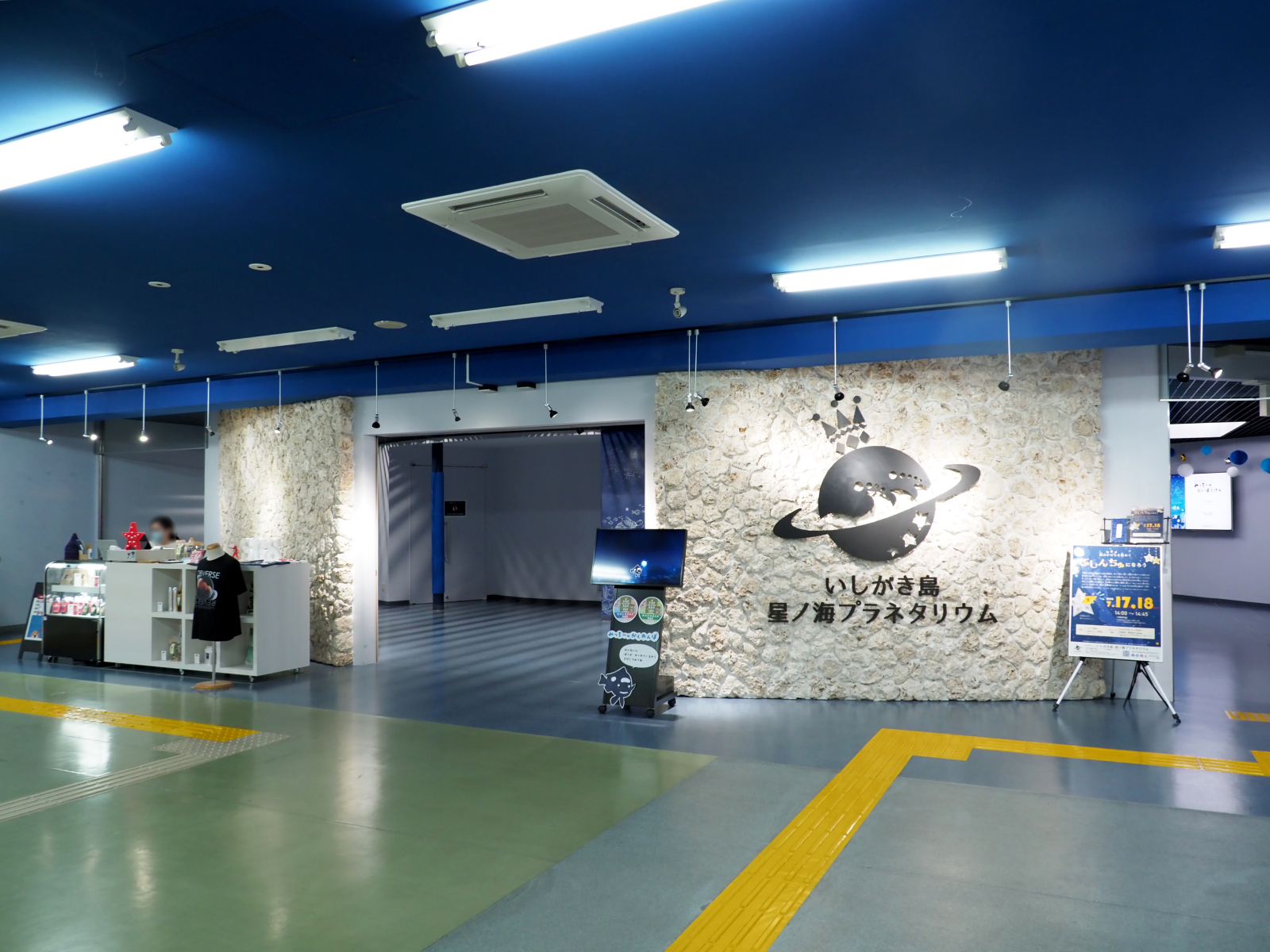
いしがき島星ノ海プラネタリウム 入口
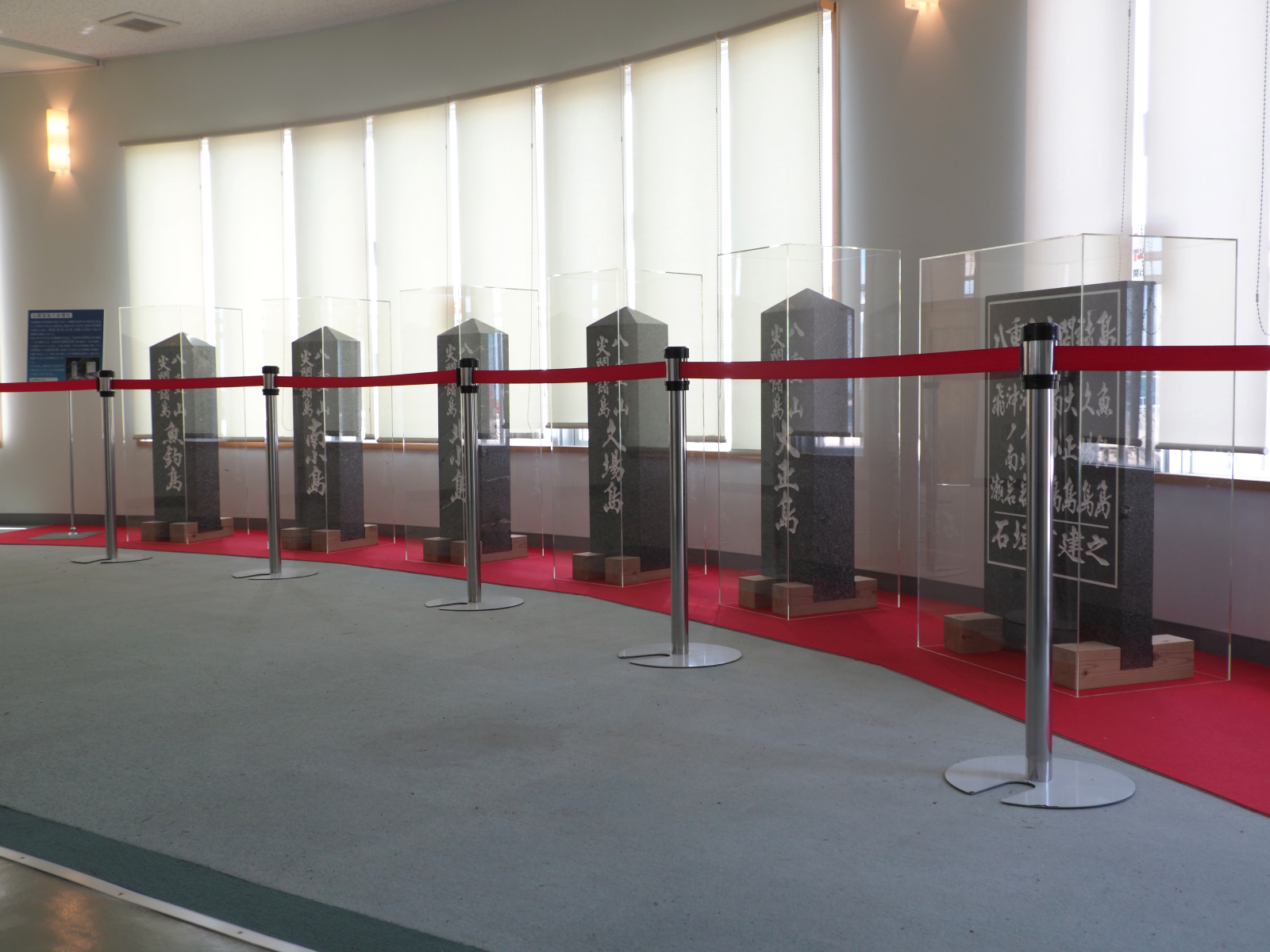
尖閣諸島情報発信センター（尖閣諸島行政標柱の展示）
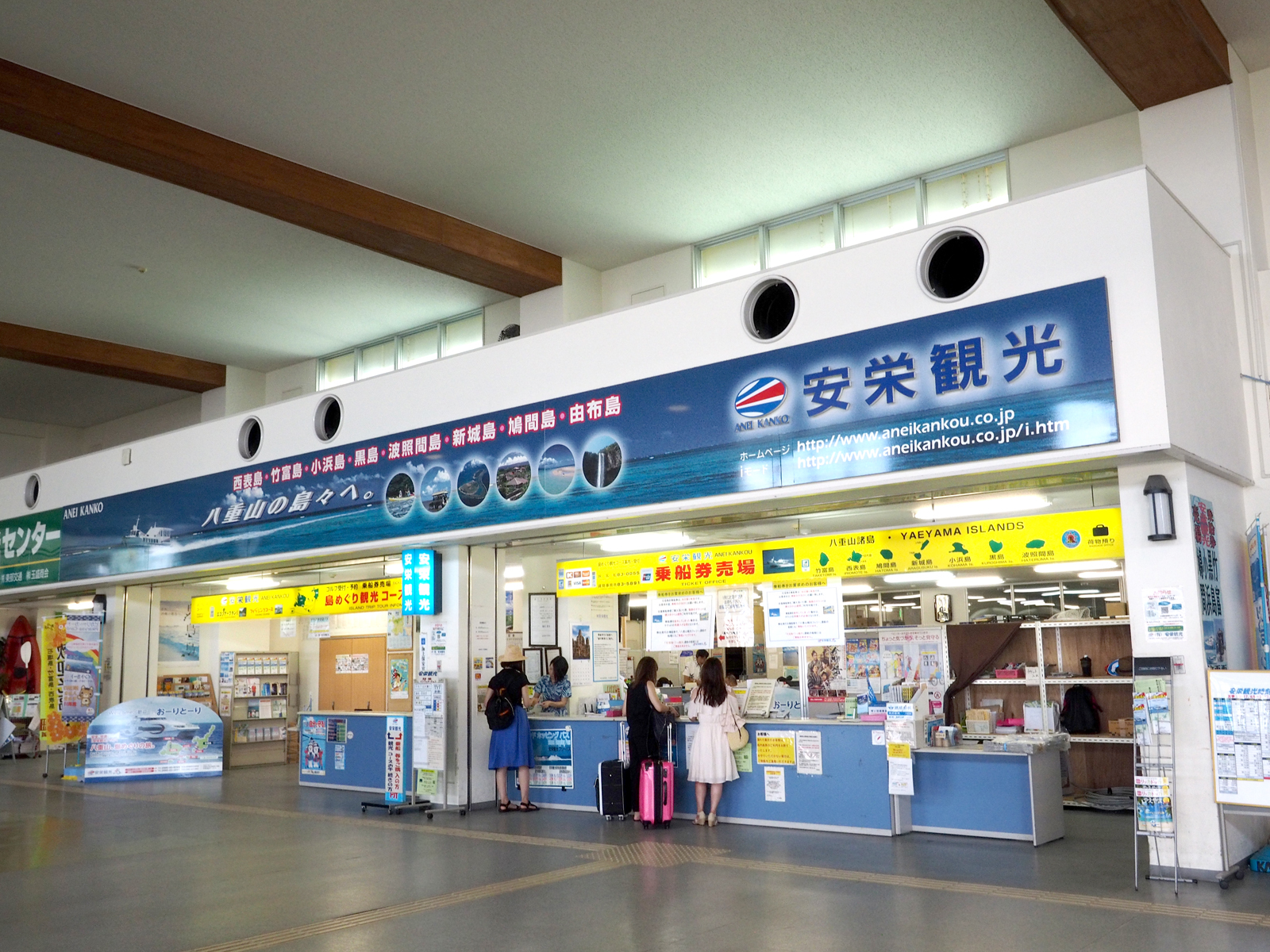
安栄観光
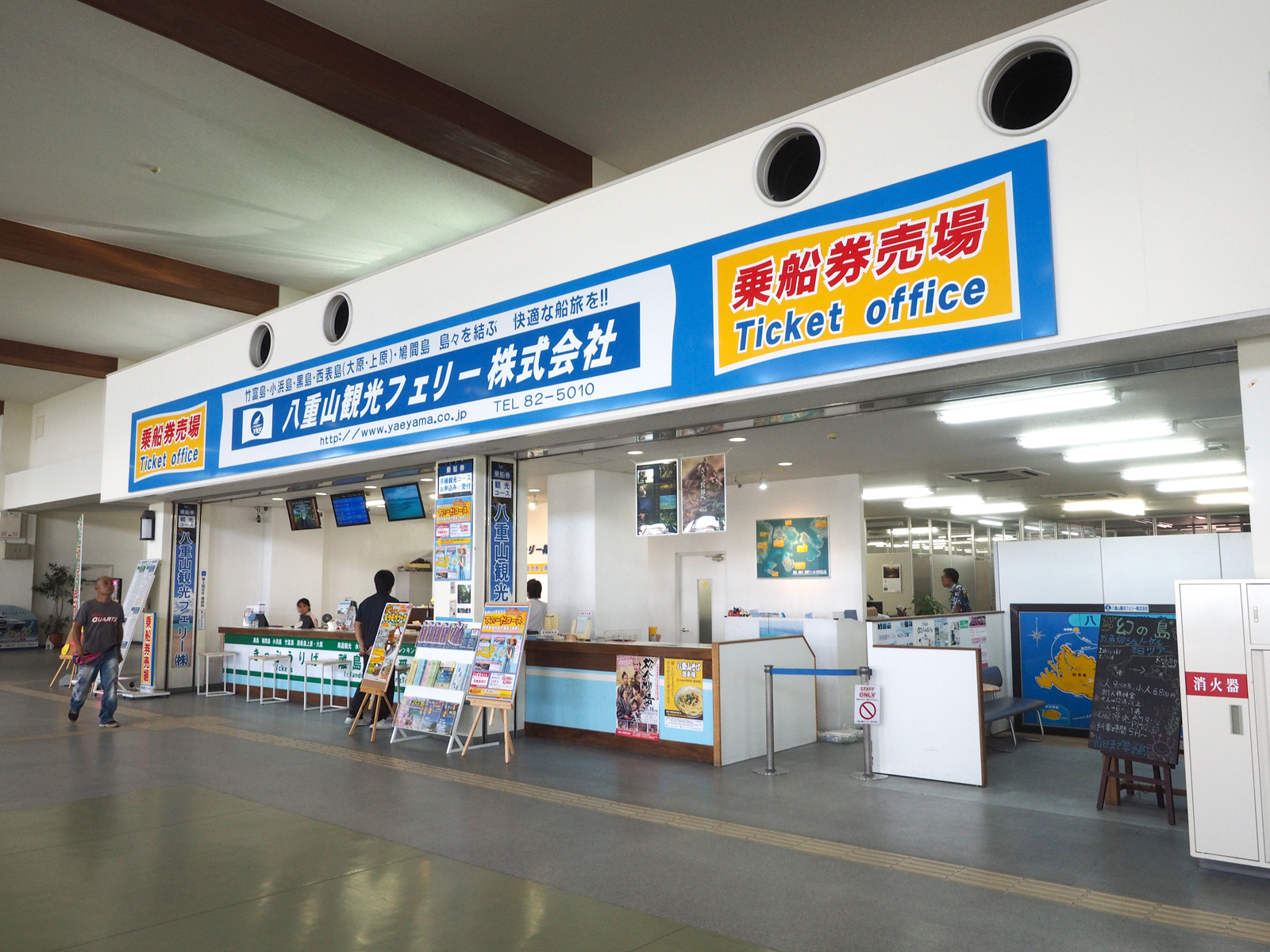
八重山観光フェリー
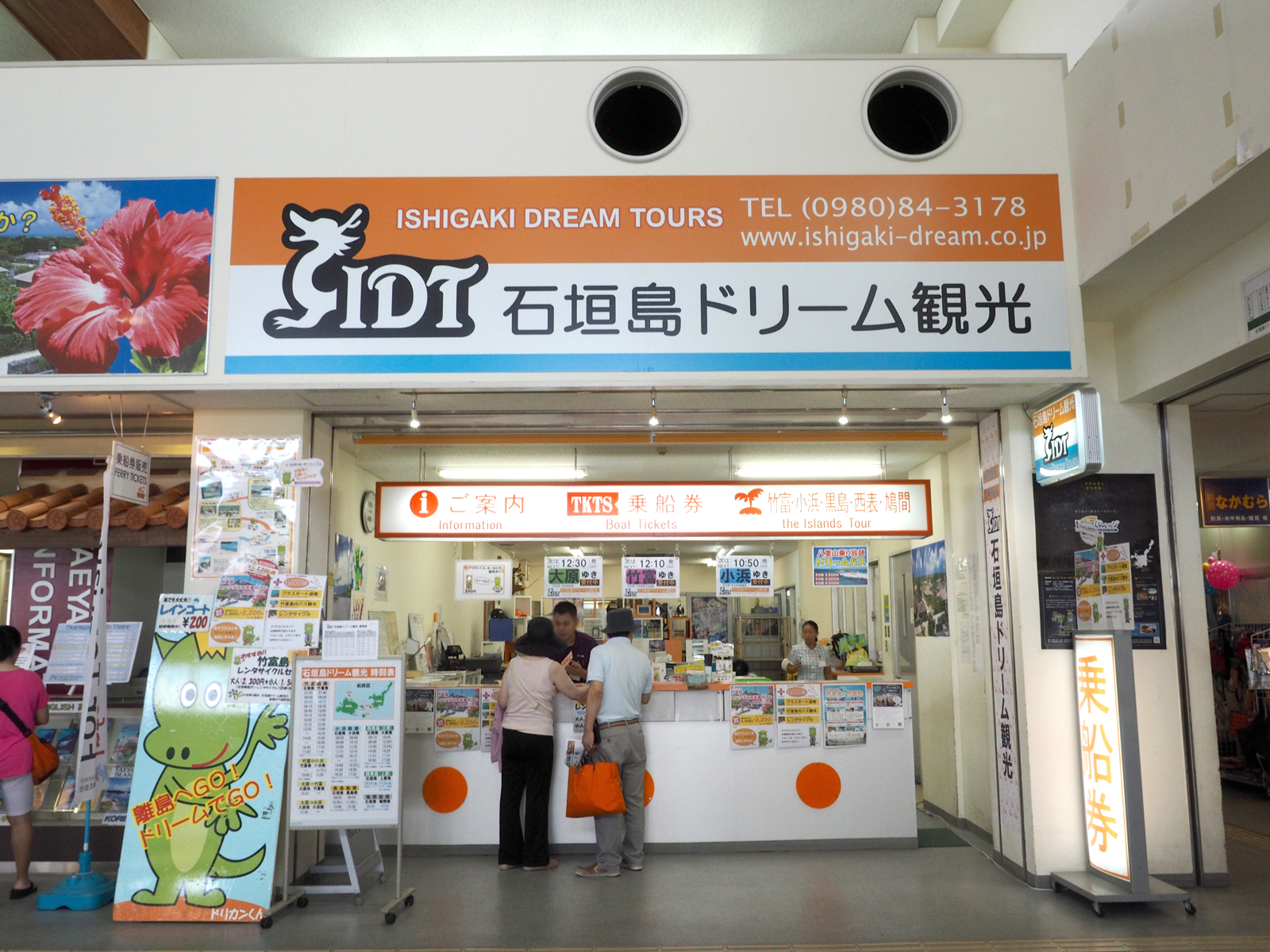
石垣島ドリーム観光

## 石垣港内の他の旅客施設
石垣港と離島を結ぶ貨客船（フェリー）が発着する八島ふ頭には、石垣港フェリーターミナルがある。
浜崎町にある石垣港ターミナルは、かつてはE岸壁に発着する名古屋・大阪等との間の長距離定期フェリー航路のターミナルとして利用された。また、2008年6月までに全ての長距離航路が休止した後は、大型クルーズ船用に利用されてきたが、2018年4月21日には新港地区に整備されたクルーズ船専用バースが暫定供用されている。新港地区では、クルーズ船用にCIQ施設等の整備が進められている。